# Wude (socken i Kina, Sichuan)
Wude (kinesiska: 武德乡, 武德) är en socken i Kina. Den ligger i provinsen Sichuan, i den sydvästra delen av landet, omkring 300 kilometer söder om provinshuvudstaden Chengdu. Antalet invånare är 22 889. Befolkningen består av 10 885 kvinnor och 12 004 män. Barn under 15 år utgör 26,0 %, vuxna 15-64 år 63 %, och äldre över 65 år 9,0 %.
Genomsnittlig årsnederbörd är 1 132 millimeter. Den regnigaste månaden är juli, med i genomsnitt 239 mm nederbörd, och den torraste är december, med 14 mm nederbörd.